# Corynethrix
Corynethrix – rodzaj pająka z rodziny ukośnikowatych, opisany po raz pierwszy przez Kocha w 1876 roku. Obejmuje tylko jeden, typowy gatunek, C. obscura, występujący w Queenslandzie w Australii. 

## Gatunki
- Corynethrix obscura L. Koch, 1876 (Queensland)